# 渋川市総合公園
渋川市総合公園（しぶかわしそうごうこうえん）は、群馬県渋川市が設置した総合公園である。

## 概要
榛名山の東側にあり標高は600mで、正面に赤城山を一望できる。公園内はソメイヨシノの名所として知られている。
1976年4月に陸上競技場が設置され、以降施設が順次拡大された。主な施設として、陸上競技場、野球場、体育館、運動広場などがある。2006年度より指定管理者制度が導入され、（財）渋川市公共施設管理公社が管理者となっている。2010年度の利用者数は、約78,000人。

## 施設

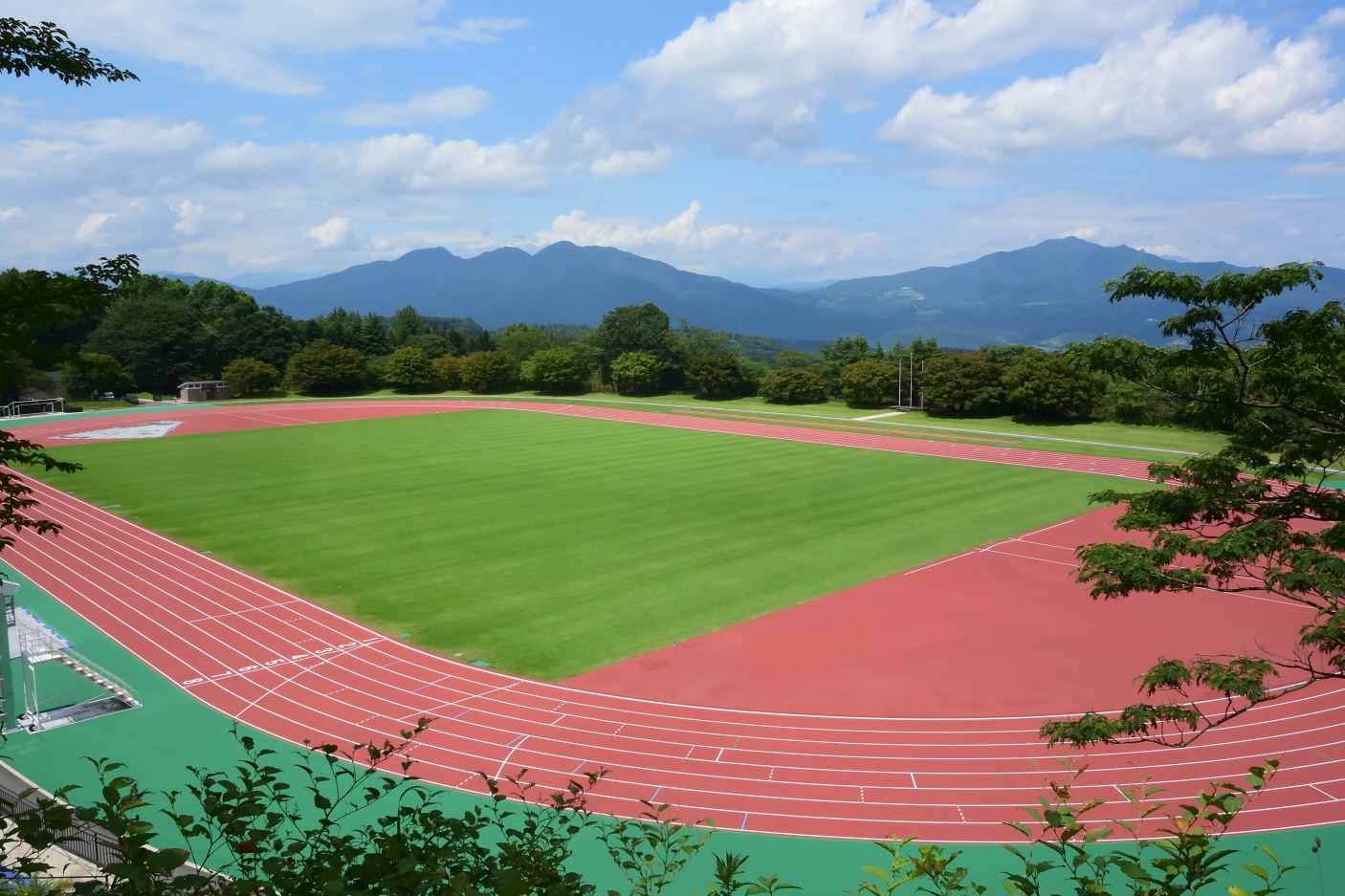
渋川市総合公園陸上競技場

### 陸上競技場
日本陸連第3種競技場
- 建設年月 - 1976年4月
- 改修年月 - 2018年10月より
- トラック：400m×8レーン(全天候走路)
- 観客席　7,000人

totoの補助金を受け、投擲用囲いを設置。電動写真判定機やシャワー室も完備している。
Jリーグ（J2）のザスパ草津が練習場の一つとして利用している。

### 野球場
- 建設年月 - 1978年10月
- センター120m、両翼 91m
- 観客席 10,000人

内野スタンドは階段式、外野スタンドは芝生となっており、附属施設としてスコアボード、便所、駐車場がある。
- 総事業費は1億4700万円

2009年から2013年まで、ベースボール・チャレンジ・リーグの群馬ダイヤモンドペガサスの主催試合が開催された（2014年以降はなし）。

### 体育館
- 建設年月 - 1978年10月
- 利用可能数 - バレーボール 4面、バスケットボール 1面、バドミントン 10面、テニス2面、ハンドボール1面、卓球 21台など
- 観客席 - 約230人
- 鉄筋コンクリート一部鉄骨造二階建、述べ面積3968.82平方メートル
- 1983年あかぎ国体の柔道会場となった。
- 総事業費5億2000万円
- 総合公園管理事務所が置かれている。

### 運動広場
- 建設年月 - 1983年9月
- 利用可能数 - 野球 1面、サッカー 1面、ソフトボール 2面など

### テニス場
- 建設年月 - 1984年10月
- 利用可能数 - クレーコート 9面、人工芝コート 3面

### スケート広場
- 建設年月:1985年10月
- 外周157m、内周113m、幅4m
- 総事業費 1600万円

### その他
- クロスカントリーコース
- 成人の森
- バーベキュー場
- キャンプ場
- 自由広場
- こども広場

## 主な大会・イベント
1983年のあかぎ国体では、柔道競技の会場として本公園体育館が使用された。
毎年4月に総合公園桜まつりが実施される。また10月には市民スポーツ祭が実施される。
2012年7月には、全日本ラリー選手権（第5回、モントレー2012 in渋川）が開催される。

## 交通アクセス
- JR上越線渋川駅より車で15分
- 高崎駅･渋川駅より伊香保行路線バス｢佛光山法水寺｣下車